# Лабранг

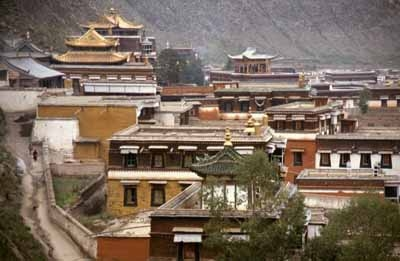
Монастырь Лабранг

Лабранг (дзонг-кэ བླ་བྲང་བཀྲ་ཤིས་འཁྱིལ, вайли bla-brang bkra-shis-'khyil, кит. упр. 拉卜楞寺, пиньинь lābǔléng sì) — монастырь в посёлке Лабранг уезда Сяхэ Ганьнань-Тибетского автономного округа провинции Ганьсу Китайской Народной Республики. Полное наименование — Гандэн Шедруп Даргье Таши Кунне Кьилве Линг.

## История
Основан в 1709 году, основатель — Джамьянг Шэпа Нгаванг Цонду, который являлся учеником Пятого Далай-ламы. Благодаря своему удачному расположению в регионе Амдо, поблизости от границ тибетского мира и традиционных торговых путей, монастырь быстро богател, расширяя свои территории и известность. В частности, именно из Лабранга осуществлялась проповедь буддизма среди бурят, тувинцев и калмыков.
В 1958 году власти коммунистического Китая закрыли монастырь. В годы «культурной революции» многие из бесценных храмов и прочих построек обители были разрушены. Лишь в 1980 году монастырь вновь открыли — сначала для туристов, а затем вернули и буддистской общине.
Сейчас община Лабранга насчитывает почти 2000 человек (во времена расцвета здесь проживало около 4000 лам). Под прямым управлением Лабранга находятся около 40 небольших монастырей в окрестных горах, а также женский монастырь в западной части посёлка.

## География

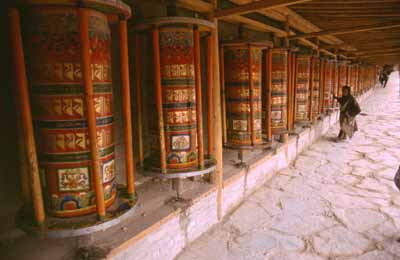
Молитвенные барабаны у стен Лабранга

На территории монастыря располагаются 18 крупных молельных залов, среди которых особо выделяется семиэтажный зал Шакьямуни, две крупные ступы, а также приблизительно 500 небольших капелл и монашеских келий. Вдоль стен монастыря тянется паломническая тропа — кора, длиной три километра, по всему периметру которой стоят 1174 мани — молитвенные барабаны, высотой от одного до 2,5 метров, с находящимися внутри свитками с мантрами. Во время прохождения коры паломник обязан раскрутить каждую из них.

## Значение
Помимо всего прочего Лабранг является крупным образовательным центром буддизма — университетом с шестью факультетами: буддийской философии, нижнего и верхнего тантрических, Калачакры, тибетской медицины и религиозного права. Монастырская библиотека хранит обширную коллекцию книг и свитков на тибетском языке, в том числе около 60 000 сутр.
Нынешний настоятель монастыря Лабранг, Шестой Джамьянг Шэпа является вице-президентом Буддийской Ассоциации Китая.

## Окрестности Лабранга
В окрестностях Лабранга находятся несколько менее крупных монастырей и храмов, а также «священные места» местного населения и руины древнего городища — «восьмиугольный город» (Бацзяочэн). К природным достопримечательностям относятся, среди прочего, живописные луга Сангкэ к западу от посёлка и ущелье Ганцзя в северной части уезда.